# Hippopodina feegeensis
Hippopodina feegeensis är en mossdjursart som först beskrevs av Busk 1884.  Hippopodina feegeensis ingår i släktet Hippopodina och familjen Hippopodinidae. Inga underarter finns listade i Catalogue of Life.